# Coppa Europa di Formula 3 1990
La Coppa Europa di Formula 3 1990 (FIA Formula 3 Europa Cup 1990) è stata una competizione automobilistica di Formula 3 che si disputò il 23 settembre 1990 sul Circuito Bugatti di Le Mans. Fu la sesta volta, dopo che nel 1985 era stato abolito il campionato europeo, che il titolo continentale si attribuiva in una sola gara.

## Contesto
Manifestazione era ormai in declino per scarsità di partecipanti (il parco partenti era di solo undici vetture, meno della metà di quelli che avevano preso parte all'edizione precedente), ma comunque vedeva un'interessante sfida fra i migliori italiani e più forti tedeschi, capitanati dal fresco campione di Germania Michael Schumacher, con l'aggiunta dei francesi Yvan Muller e Jerome Policand.

## Partecipanti
fonte:http://www.formel3guide.com
| No | Pilota                 | Team                                   | Telaio      | Motore          |
| -- | ---------------------- | -------------------------------------- | ----------- | --------------- |
| 1  | Domenico Schiattarella | Forti Corse                            | Dallara 390 | Alfa Romeo      |
| 2  | Mirko Savoldi          | Italracing F3                          | Dallara 390 | Alfa Romeo      |
| 3  | Alessandro Zanardi     | RC Motorsport                          | Dallara 390 | Alfa Romeo      |
| 5  | Michael Schumacher     | West WTS Racing                        | Reynard 903 | Volkswagen+Opel |
| 6  | Otto Rensing           | Volkswagen Motorsport                  | Ralt RT34   | Volkswagen      |
| 7  | Jörg Müller            | ONS Nachwuchsteam - Bongers Motorsport | Reynard 903 | Volkswagen      |
| 15 | Massimiliano Angelelli | Venturini Racing                       | Dallara 390 | Alfa Romeo      |
| 21 | Yvan Muller            | Allan Howell                           | Ralt RT34   | Alfa Romeo      |
| 24 | Jerome Policand        | Jacky Carmignon                        | Dallara 390 | Alfa Romeo      |
| 43 | Roberto Colciago       | Prema Racing                           | Reynard 903 | Alfa Romeo      |
| 48 | Fabiano Vandone        | Forti Corse                            | Dallara 390 | Alfa Romeo      |

Note: 
- numero 6 dns Neustart
- numero 7 dns 1.42,47
- numero 15 dns Neustart

## Qualifiche
fonte:http://www.formel3guide.com
| Pos | N° | Pilota                 | Vettura     | Tempo   | Distacco |
| --- | -- | ---------------------- | ----------- | ------- | -------- |
| 1   | 5  | Michael Schumacher     | Reynard 903 | 1.39,36 |          |
| 2   | 15 | Massimiliano Angelelli | Dallara 390 | 1.39,69 | +0,33 s  |
| 3   | 3  | Alessandro Zanardi     | Dallara 390 | 1.39,96 | +0,60 s  |
| 4   | 1  | Domenico Schiattarella | Dallara 390 | 1.40,13 | +0,77 s  |
| 5   | 2  | Mirko Savoldi          | Dallara 390 | 1.40,24 | +0,88 s  |
| 6   | 43 | Roberto Colciago       | Reynard 903 | 1.40,27 | +0,91 s  |
| 7   | 21 | Yvan Muller            | Ralt RT34   | 1.40,40 | +1,04 s  |
| 8   | 6  | Otto Rensing           | Ralt RT34   | 1.40,78 | +1,42 s  |
| 9   | 24 | Jerome Policand        | Dallara 390 | 1.41,04 | +1,68 s  |
| 10  | 48 | Fabiano Vandone        | Dallara 390 | 1.42,20 | +2,84 s  |

## Gara

### Risultati
fonte:http://www.formel3guide.com
| Pos | N° | Pilota                 | Vettura     | Giri | Tempo/Ritiro                                                                    | Pos. Griglia |
| --- | -- | ---------------------- | ----------- | ---- | ------------------------------------------------------------------------------- | ------------ |
| 1   | 3  | Alessandro Zanardi     | Dallara 390 | 22   | 43.28,86 134,486 km/h                                                           | 3            |
| 2   | 2  | Mirko Savoldi          | Dallara 390 | 22   | 43.50,67                                                                        | 5            |
| 3   | 21 | Yvan Muller            | Ralt RT34   | 22   | 44.00,95                                                                        | 7            |
| 4   | 24 | Jerome Policand        | Dallara 390 | 22   | 44.23,17                                                                        | 9            |
| 5   | 48 | Fabiano Vandone        | Dallara 390 | 22   | 44.39,62                                                                        | 10           |
| DSQ | 5  | Michael Schumacher     | Reynard 903 | 22   | 43.12,78 135,320 km/h ripartito alla 2ª partenza con motore diverso dalla prima | 1            |
| NC  | 1  | Domenico Schiattarella | Dallara 390 | 17   | 34.03,46                                                                        | 4            |
| NC  | 43 | Roberto Colciago       | Reynard 903 | 11   | 23.04,85                                                                        | 6            |

- giro più veloce: Michael Schumacher in 1.56,27 (137,163 km/h)